# Blaise Nicolas Le Sueur

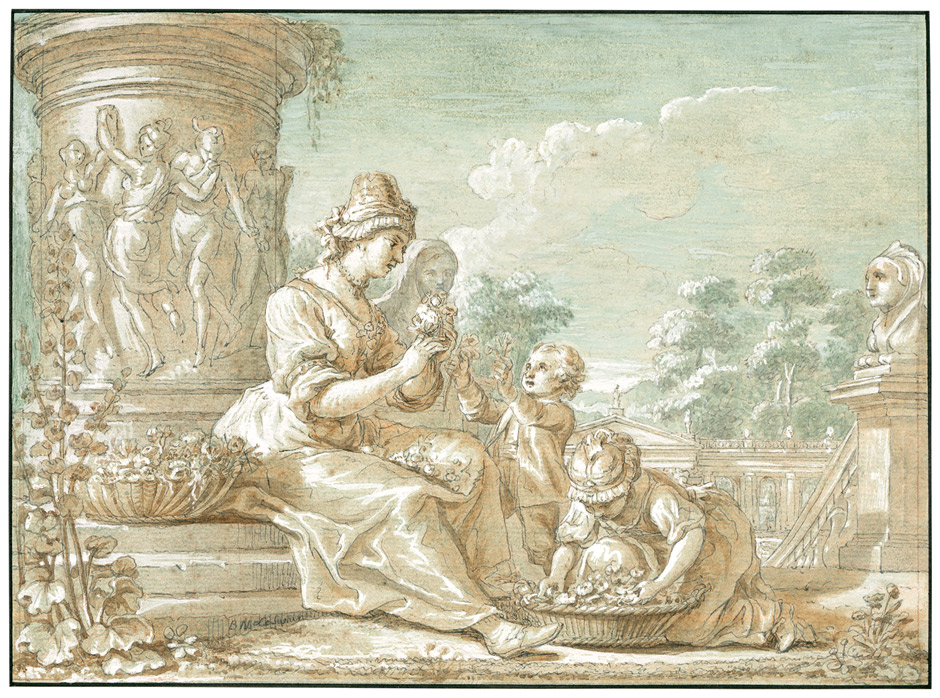
Allegorie des Sommers

Blaise Nicolas Le Sueur (* 29. Oktober 1714 in Paris; † 19. Januar 1783 in Berlin) war ein französischer Maler und Direktor der Königlich-Preußischen Akademie der Künste.
Blaise Nicolas Le Sueur war Sohn des Pariser Malers Nicolas Le Sueur (1691–1764) und Schüler von Jean-Baptiste van Loo. Er wurde 1751 zum Direktor der Berliner Kunstakademie berufen. Da das Gebäude der Akademie 1742 abgebrannt war, erfolgte der Unterricht in den Wohnungen der Lehrer. Der von Friedrich II. 1745 verordnete Wiederaufbau ging sehr langsam vonstatten. Erst 1770 konnte die Akademie in den alten Sitz im Marstallgebäude zurückkehren.
Le Sueur hat wenige Bilder, aber viele Zeichnungen hinterlassen. Zu den Schülern Le Sueurs gehörten u. a. Friedrich Anton August Lohrmann, Philipp Hackert, Paul Joseph Bardou, Johann Michael Siegfried Lowe, Heinrich Gottlieb Eckert (1751–1817) und Johann Carl Felber (1743–1768) sowie sein Nachfolger als Direktor der Akademie Bernhard Rode.